# Bulbul de Kakamega
Arizelocichla kakamegae
Pour les articles homonymes, voir Kakamega (homonymie).
Espèce
Synonymes
- Andropadus kakamegae (désuet)

Le Bulbul de Kakamega (Arizelocichla kakamegae) est une espèce de passereaux de la famille des Pycnonotidae.

## Sous-espèces
D'après Alan P. Peterson, il existe les sous-espèces suivantes :
- Arizelocichla kakamegae kakamegae (Sharpe) 1900 ;
- Arizelocichla kakamegae kungwensis Moreau 1941.